# Complexe de Creutz-Taube
Le complexe de Creutz-Taube est le cation à valence mixte de formule chimique [(Ru(NH3)5)2(C4H4N2)]5+, parfois appelé N,N-bis(pentaammineruthénium(II,III))pyrazine. Ce complexe a été largement étudié dans le cadre de l'étude des mécanismes du transfert d'électron de sphère interne (en), à savoir comment les électrons passent d'un complexe métallique à un autre. L'ion porte le nom de Carol Creutz, qui a préparé le complexe, et de son directeur de thèse Henry Taube, qui a reçu le prix Nobel de chimie en 1983 pour ses découvertes avec cette espèce sur le transfert d'électrons,,.

## Propriétés
Ce complexe est formé de deux unités pentaammineruthénium liées aux atomes d'azote d'un ligand pyrazine pontant, qui complète la sphère de coordination octaédrique de chacun des deux centres métalliques. La caractéristique importante du composé est que les deux atomes de ruthénium ont un état d'oxydation apparent de +2,5. Ceci est inhabituel, car les ions métalliques ont, comme la plupart des ions, des états d'oxydation entiers. Ainsi, les atomes de ruthénium des ammines de ruthénium ont un état d'oxydation généralement égal à +2 ou +3. Le fait que les états d'oxydation soient demi-entiers indique que les deux centres Ru(NH3)5 ont un nombre d'électrons équivalent. Les études cristallographiques et théoriques confirment cette analyse,. Caractéristique d'un complexe à valence mixte, cet ion absorbe fortement la lumière dans la partie proche infrarouge du spectre électromagnétique. Dans le cas de l'ion de Creutz-Taube, le maximum d'absorption se situe à 1,570 µm. Cette absorption est décrite comme une bande de transfert de charge inter-valence.

## Synthèse
L'ion a été initialement isolé sous forme de sel de tosylate hydraté [Ru(NH3)5]2(C4H4N2)(OSO2SC6H4CH3)5·3H2O. On le prépare en deux étapes via le complexe de pyrazine et de deux centres Ru(III) :
2 [Ru(NH3)5Cl]2+ + C4H4N2 ⟶ [(Ru(NH3)5)2(C4H4N2)]6+ + 2 Cl− ;
2 [(Ru(NH3)5)2(C4H4N2)]6+ + Zn ⟶ 2 [(Ru(NH3)5)2(C4H4N2)]5+ + Zn2+.
Les réactions employées par Creuz pour les travaux de Taube s'écrivent quant à elles :
[Ru(NH3)5(C4H4N2)]2+ + [Ru(NH3)5(H2O)]2+ ⟶ [(Ru(NH3)5)2(C4H4N2)]4+ + H2O ;
[(Ru(NH3)5)2(C2H4N2)]4+ + Ag+ ⟶ [(Ru(NH3)5)2(C4H4N2)]5+ + Ag.
L'ion de Creutz-Taube illustre les avantages des complexes de ruthénium pour l'étude des réactions d'oxydoréduction. Les ions Ru(II) et Ru(III) peuvent être interconvertis à des potentiels rédox doux. Ces deux états d'oxydation sont cinétiquement inertes. De nombreux analogues de cet ion ont été synthétisés en utilisant différents ligands pontants.